# 2594 Acamas
2594 Acamas este un asteroid descoperit pe 4 octombrie 1978 de Charles Kowal.